# Boekenweekgedicht

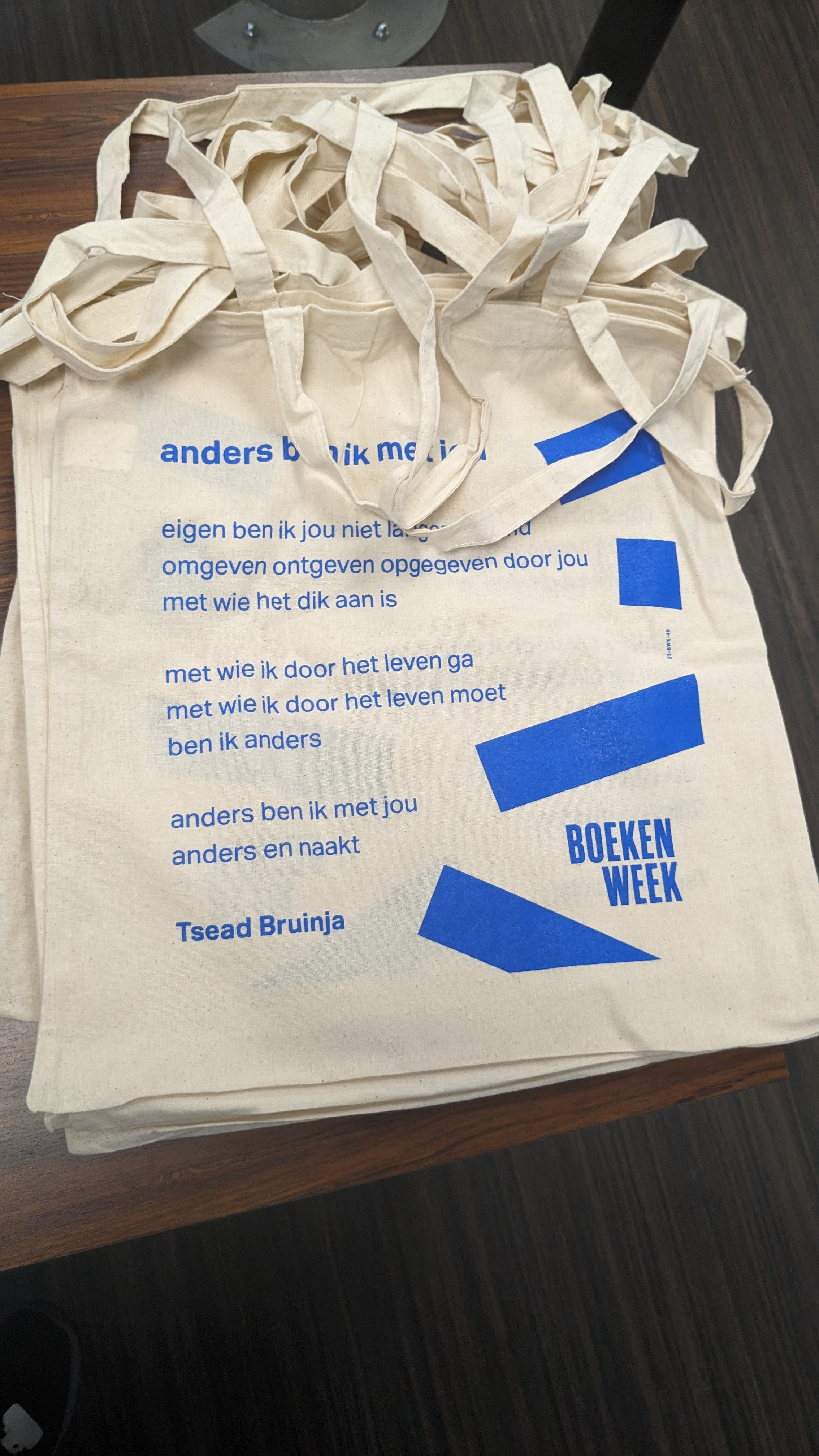
Tas met Boekenweekgedicht van Tsead Bruinja, 2023

Het Boekenweekgedicht is een gedicht dat sinds 2019 op uitnodiging van de CPNB wordt geschreven en uitgegeven ter gelegenheid van de jaarlijkse Boekenweek. Het Boekenweekgedicht wordt in het weekend voor de Boekenweek bekend gemaakt.  

## Geschiedenis
Het eerste Boekenweekgedicht werd geschreven in 2019. Aanleiding was dat voor dat jaar zowel voor het Boekenweekgeschenk als het Boekenweekessay een mannelijke auteur was uitgenodigd, terwijl als thema was gekozen voor "De moeder, de vrouw".
Kort na het bekend worden van het Boekenweek thema en de uitgenodigde auteurs werd in De Volkskrant opgeroepen tot een boycot van de Boekenweek met als kritiek onder meer dat het thema "de vrouw terug aan het aanrecht brengt". Een open brief in NRC werd ondertekend door bijna 300 schrijvers, dichters en uitgevers. Na overleg tussen de CPNB en een afvaardiging van protesterende auteurs werd besloten tot een extra uitgave, het Boekenweekgedicht, te schrijven door een vrouwelijke dichter. Ook werd toegezegd dat het Boekenweekgeschenk in het vervolg vaker door een vrouw zou worden geschreven.
In maart 2019 werd in het televisieprogramma De Wereld Draait Door bekend gemaakt dat het eerste Boekenweekgedicht zou worden geschreven door Ester Naomi Perquin. Het gedicht werd gepubliceerd in Trouw, samen met een interview met Perquin. Tijdens de Boekenweek 2019 was het gedicht als ansichtkaart gratis verkrijgbaar in de boekhandel en bibliotheek.

## Auteurs en titels
- 2019: Ester Naomi Perquin - Moeder
- 2020: Ellen Deckwitz - Rebel[7]
- 2021: Babs Gons - Polyglot[8]
- 2022: Bart Moeyaert - Kortom
- 2023: Tsead Bruinja - Anders ben ik met jou[9]
- 2024: Bart Chabot - Black Cadillac[10]
- 2025: Sholeh Rezazadeh - (geen titel)[11]